# Mangora manicore
Mangora manicore là một loài nhện trong họ Araneidae.
Loài này thuộc chi Mangora. Mangora manicore được Herbert Walter Levi miêu tả năm 2007.